# Camp Bondsteel
Camp Bondsteel je základna sil KFOR. Byla zřízená v roce 1999 na základě rezoluce rady bezpečnosti OSN číslo 1244. Nalézá se poblíž města Uroševce a rozkládá se na ploše 3,86 km². Na základně je vybudováno přes 300 různých staveb, s možností ubytování více než sedmi tisíci vojáků . V současné době (rok 2024) není její kapacita zdaleka využitá v celé misi KFOR působí cca 4500 vojáků z celkem 28 národů na několika základnách.
Základna má zhruba desetikilometrový perimetr. Je zde vybudováno 52 heliportů.
Základna je pojmenována po americkém vojákovi Jamesi Leroyovi Bondsteelovi, který dostal Medaili cti za boj ve Vietnamské válce.
Základna hostí mnohonárodností  síly KFOR. Kritici základny poukazovali na to, že z počátku to byla základna USA: Spojené státy souhlasily s poskytnutím síly přibližně 7 000 amerických pracovníků v rámci NATO KFOR, aby pomohly udržet schopnou vojenskou sílu v Kosovu a zajistily bezpečný návrat kosovských uprchlíků - v tu dobu zahrnovaly síly KFOR cca 50.000 vojáků. USA podporovaly KFOR poskytnutím velitelství a jednotek pro jeden ze čtyř sektorů NATO. USA také poskytují personál, jednotky a vybavení dalším složkám organizace KFOR. V roce 2024 (leden) ovšem pochází největší kontingent KFOR z Itálie, a počet vojáků USA v misi KFOR je 572 (což tvoří cca 1/8 sil KFOR).  V roce 2024 je v Camp Bondsteel umístěná jednotka RC-East, jedna ze sedmi jednotek KFOR včetně svého velitelství mající na starost jeden ze dvou sektorů Kosova. Na základně působí jak čistě evropské jednotky, tak jednotky se smíšenou evropskou a americkou účastí  přepravní kapacity zajišťuje jednotka americké národní gardy.